# بریکلین
بریکلین (به انگلیسی: Brickellin) با فرمول شیمیایی C20H20O9 یک ترکیب شیمیایی با شناسه پاب‌کم ۱۵۹۹۲۴ است؛ که جرم مولی آن ۴۰۴٫۳۶ گرم بر مول می‌باشد.